# James Hobrecht
James Hobrecht (Memel, 31 dicembre 1825 – Berlino, 8 settembre 1902) è stato un architetto e urbanista tedesco.

## Biografia
James Hobrecht nacque il 31 dicembre 1825 a Memel (odierna Klaipėda, Lituania), figlio del ricco proprietario terriero Ludolph Hobrecht e della moglie Isabella, nata Johnson (uno dei suoi fratelli, Arthur, sarebbe poi divenuto il sindaco di Berlino). Nel 1834 il piccolo James seguì la famiglia nella città baltica di Königsberg, dove il padre era stato chiamato per motivi di lavoro. La giovinezza di Hobrecht, in effetti, fu alquanto turbolenta: interrotti improvvisamente gli studi scolastici nel 1841, nello stesso anno Hobrecht si applicò come geodesista, avviando un tirocinio che si concluderà con successo nel 1845 con il superamento di tutti gli esami.

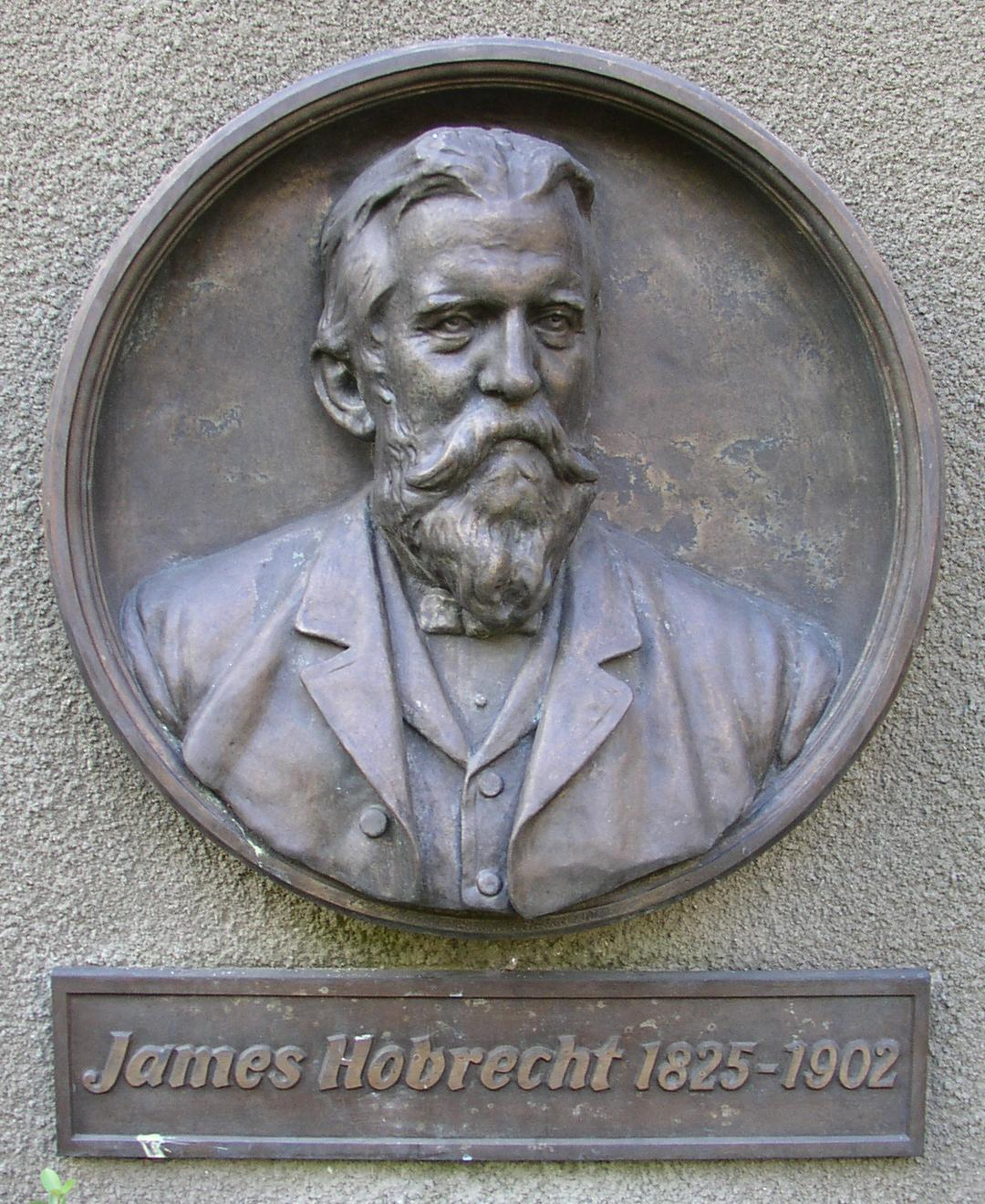
Busto commemorativo di Hobrecht nel Panketal-Hobrechtsfelde di Brandeburgo, in Germania

Nel 1847 Hobrecht iniziò gli studi presso la Bauakademie di Berlino, istituto oggi divenuto Politecnico dove nel 1849 il nostro conseguì il titolo di «Bauführer» (capocostruttore). Ormai gli interessi di Hobrecht erano definitivamente orientati verso l'architettura: subito dopo gli esami finali, infatti, Hobrecht si iscrisse all'ordine professionale di architettura a Berlino («Architekten- und Ingenieur-Verein zu Berlin»). Tra i suoi primi cimenti architettonici si ricorda l'edificio del Packhof, eretto a Königsberg nel 1851. Nel 1853 Hobrecht si unì in matrimonio con Henriette Wolff, donna con cui generò tre figlie.
Frattanto Hobrecht consacrò il proprio sapere architettonico ai corpi polizieschi prussiani, prestandosi professionalmente alla Baupolizei, una police regia per la pianificazione urbana. Presso quest'ufficio Hobrecht si occupò in particolare della costruzione delle infrastrutture urbane: speciale menzione merita in tal senso il piano regolatore per Berlino e i suoi dintorni, elaborato tra il 1859 e il 1862 ed entrato ufficialmente in vigore in quest'ultimo anno (di tale Hobrecht-Plan, che tanta influenza ha avuto nel paesaggio architettonico berlinese del secolo a venire, si parlerà più dettagliatamente nel paragrafo successivo). Per il momento basti sapere che, forte dei propri viaggi ad Amburgo, Parigi e Londra (città dalle consolidate tradizioni urbanistiche), Hobrecht aveva predisposto una mappa dello sfruttamento del suolo per una città da due milioni di abitanti: tali ricerche, tuttavia, non furono mai approfondite in quanto Hobrecht decadde dal suo ruolo di pianificatore urbano nel 1861.
Le ragioni di questo congedo così improvviso sono sconosciute. Ormai disilluso, Hobrecht si trasferì a Stettino, città per la quale progettò il sistema di canalizzazione delle acque: l'ascesa al ruolo di sindaco del fratello Arthur nel 1872, tuttavia, gli consentì di ritornare a Berlino, dove pure James progettò l'apparato delle fognature. Il piano fognario di Berlino implementato da Hobrecht prevedeva dodici assi di canalizzazione distribuiti in maniera radiale in modo da congiungere il centro città con appositi centri di raccolta delle acque nocive ubicati in periferia. Ormai forte di un consolidato know-how in materia, Hobrecht progettò sistemi fognari anche a Mosca, Tokyo, Cairo e altre città: frattanto, ormai dimentico della delusione professionale della Baupolizei, si diede alla didattica presso la Bauakademie (dove insegnò dal 1872 al 1874) e divenne capo dell'ufficio municipale di pianificazione urbana di Berlino, carica che detenne per ben dodici anni. Insignito del prestigioso titolo di «Stadtältester von Berlin» nel 1897, James Hobrecht morì a Berlino l'8 settembre 1902.

## Il piano Hobrecht

Lo sviluppo viario di Berlino così come immaginato da Hobrecht

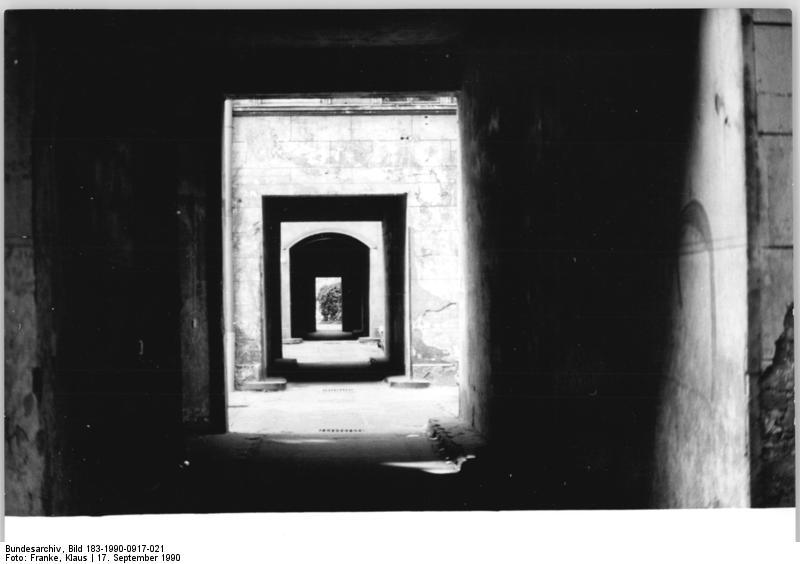
I cortili delle Mietkasernen

Nel XIX secolo, caratterizzato com'è noto dai progressi sempre più incalzanti della rivoluzione industriale, erano moltissimi i contadini che - allettati dalla prospettiva di lavorare in una fabbrica in città e di poter beneficiare di un salario fisso - abbandonarono le campagne e affluirono in massa nelle metropoli più grandi, sedi di grandissimi opifici. Questa «diaspora rurale» così massiccia ed esplosiva era tuttavia incompatibile con l'urbanizzazione delle città europee, le quali erano nella maggior parte dei casi «bloccate» nella loro configurazione del Settecento, quando si presentavano come fatti urbani eccezionali e isolati in un mondo ancora sostanzialmente agricolo: erano, dunque, agglomerati urbani che non erano minimamente in grado di assorbire quest'inurbamento così improvviso. Si tentò di ovviare a questo problema con la creazione di nuovi quartieri per il sottoproletariato, dove le classi più povere vivevano in condizioni di emarginazione e di estremo disagio igienico.
Anche la città di Berlino era interessata da queste problematiche. Il piano Hobrecht venne elaborato proprio nella prospettiva di riorganizzare il tessuto edilizio e le infrastrutture viarie di Berlino, nel tentativo di migliorarne anche il tasso di igiene, nonché la viabilità. Hobrecht in tale progetto vincola e pianifica l'uso del suolo berlinese nella griglia di un nuovo reticolo viario impostato su lotti regolari, entro i quali far erigere complessi edilizi residenziali: tali immobili d'affitto, stando alle prescrizioni predisposte da Hobrecht, si sviluppavano su massimo sei piani, con una quota di gronda massima fissata a venti metri e cortili interni con dimensioni minime di 5,34x5,34 metri. È facile intuire come il piano Hobrecht fosse tutt'altro che particolareggiato: esso, infatti, si limitava a fornire linee guida generali, prodigandosi in dettagli solo nei parametri relativi alla sicurezza contro gli incendi. Gli stessi cortili rispondevano all'esigenza di dover movimentare agevolmente i mezzi dei vigili del fuoco; analogamente, i muri laterali delle unità residenziali erano tagliafuoco, e pertanto privi di finestre o infissi (con conseguente perdita di salubrità dell'ambiente abitato). L'altezza delle varie Mietkasernen, o caserme d'affitto (come vennero prontamente battezzate), era stabilita in relazione alla sezione stradale, e non secondo precisi parametri abitativi: quest'inavvedutezza progettuale comportò pericolosi fenomeni speculativi finalizzati al massimo rendimento economico e del tutto miopi verso il benessere dei fruitori (generalmente di estrazione proletaria) che occupavano le Mietkasernen, i quali risultavano in effetti ammassati in abitazioni sature dal punto di viste abitativo, prive di verde e dalle condizioni igieniche e aeroilluminative di grande disagio.
Questo piano, che in realtà prevedeva anche interventi di natura urbanistica (con il tracciamento di un asse viario di circonvallazione dal perimetro poligonale che congiungeva Charlottenburg con Neukölln), fu ampiamente criticato e fece di Berlino, secondo il giudizio dell'Hegemann, «la più grande città di caserme d’affitto» mai esistita.